# اوزرکوفکا
اوزرکوفکا (انگلیسی: Ozerkovka) یک شهرک در شهرستان استرلیتاماکسکی استان باشقیرستان کشور روسیه است.